# فرودگاه ویندهام
فرودگاه ویندهام  (به انگلیسی: Windham Airport) یک فرودگاه همگانی باربری است که یک باند فرود آسفالت دارد و طول باند آن ۱۳۰۴ متر است. این فرودگاه در شهر ویلیمانتیک کشور ایالات متحده آمریکا قرار دارد و در ارتفاع ۷۵ متری از سطح دریا واقع شده است.